# حارة العور (العود)
حارة العود، المعروفة سابقًا باسم حارة العور، هي أحد الأحياء التاريخية في ولاية مسقط (مسكد) في سلطنة عمان. تعد الحارة جزءًا من النسيج العمراني القديم للمدينة وتحمل أهمية تاريخية واجتماعية وثقافية.

## التاريخ وأصل التسمية
أُطلق على الحارة اسم "حارة العور" لأن بعض فاقدي البصر ("العور") كانوا يؤمّونها، نظرًا لقربها من المؤسسات الحكومية وأعيان المدينة طلبًا للحصول على المساعدة. وبعد مجيء السلطان قابوس بن سعيد -طيب الله ثراه- ، تم تغيير اسم الحارة رسميًا إلى "حارة العود"، لكن الاسم القديم بقي عالقًا في ذاكرة الناس.

## الدور الأدبي
برزت حارة العود (العور سابقًا) كموقع رمزي في الأدب العماني الحديث، خاصة في رواية "حارة العور" للكاتبة صاحبة السمو السيدة الدكتورة غالية بنت فهر آل سعيد. استُخدمت الحارة في الرواية كفضاء يعكس تفاصيل المجتمع العماني وتحولات الهوية والثقافة.
تظهر في الرواية شخصية مدرّسة عربية تسعى إلى الدخول إلى قلب المجتمع العُماني، وهو ما يمثل تلاقحًا ثقافيًا واجتماعيًا داخل الحارة. كما ناقشت الباحثة الدكتورة عزيزة الطائي تمثلات الذات الأنثوية في الرواية، مسلطة الضوء على رحلة المرأة في إثبات الذات والتفاعل مع المجتمع عبر خمسين عامًا.
وأكدت الباحثة شيخة الفجرية على "الثراء المكاني" في الرواية، الذي يظهر من خلال التنقل السريع بين أماكن مختلفة ومتباينة الثقافات، مما يعكس تعدد الهوية والتجارب ضمن سرد متشابك.
كما يُبرز الناقد عبد الرزاق الربيعي أهمية العلاقة مع الآخر في روايات الدكتورة غالية، معتبراً أن الروايات تعكس وعيًا عميقًا بالتنوع الثقافي والاجتماعي، حيث يُعد الآخر جزءًا لا يتجزأ من تشكيل الذات.

## الموقع
تقع حارة العود ضمن سور مطرح التاريخي في مدينة مسقط، قرب مسجد الخور وبوابة المثاعيب، وتشكل جزءًا من التراث العمراني العماني.